# Claudia Villiger

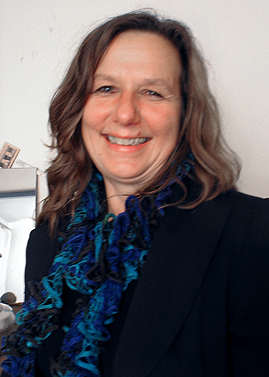
Claudia Villiger (2012)

Claudia Villiger (* 1963 in Zürich) ist eine Linguistin und Professorin für Technische Redaktion an der Hochschule Hannover.

## Leben
Nach dem Studium an der Universität des Saarlandes war Villiger freiberuflich tätig in den Bereichen Unternehmenskommunikation und Technische Dokumentation. Dort promovierte sie 2001 bei Erich Steiner. Ab 1996 übernahm sie Lehraufträge an der Fachhochschule Hannover (heute Hochschule Hannover). Dort war sie einige Jahre tätig erst als wissenschaftliche Mitarbeiterin, dann als Vertretungsprofessorin. Seit 2008 ist sie Professorin an der dortigen Fakultät für Elektro- und Informationstechnik.

## Ämter und Mitgliedschaften
- Deutsche Gesellschaft für Übersetzungs- und Dolmetschwissenschaft
- Gesellschaft für Angewandte Linguistik
- Gesellschaft für Technische Kommunikation

## Publikationen (Auszug)
- Claudia Villiger: Vom Paragraf zum Hypertext. 1. Auflage. Cuvillier, Göttingen/Saarbrücken 2001, ISBN 3-89873-352-1.
- Claudia Villiger: Multifunktionalität von Überschriften im Hypertext. In: Sprache und Datenverarbeitung. Band 26, Nr. 2, 2002, S. 81–99.
- Claudia Villiger, Heidrun Gerzymisch-Arbogast (Hrsg.): Kommunikation in Bewegung. Multimedialer und multilingualer Wissenstransfer in der Experten-Laien-Kommunikation; Festschrift für Annely Rothkegel zum 65. Geburtstag. Lang, Frankfurt am Main 2007, ISBN 978-3-631-56745-6, S. 260.